# Christian Berst
 (juin 2025).
Il peut être nécessaire de l'améliorer pour respecter le principe de neutralité de point de vue. 

Christian Berst, né le 19 octobre 1964 à Bouxwiller, est un collectionneur et galeriste français spécialisé dans l’art brut. Il est également commissaire d'expositions, conférencier, éditeur et auteur d'articles dans des publications internationales de référence.

## Biographie
Christian Berst est né en octobre 1964 à Bouxwiller en Alsace. Après avoir été un pionnier du web littéraire et de l'édition numérique[source insuffisante], il commence à se passionner pour l'art brut au début des années 90, puis à le collectionner[source insuffisante].
En 2005, il ouvre la galerie « objet trouvé » dans le quartier de la Bastille. En 2010, la galerie - rebaptisée Christian Berst - emménage dans le Marais, au 5 passage des Gravilliers. Christian Berst organise des tables-rondes, donne des conférences et continue de publier catalogues et articles[source insuffisante],[source insuffisante]. Avec sept expositions par an, la galerie contribue à faire découvrir au public français de nombreux artistes bruts, des « classiques » déjà consacrés par les musées et les collections mais surtout des découvertes contemporaines promises à la reconnaissance du monde de l'art. Des institutions telles que la Maison de Victor Hugo ou le Palais de Tokyo[source insuffisante] le sollicitent pour des prêts d'œuvres.
En 2012, Christian Berst officie son premier commissariat au musée Vieira da Silva à Lisbonne avec  l’exposition « Arte Bruta – terra incognita »[source insuffisante] qui remporte un record d’affluence. À la suite du succès de l'exposition, il devient le commissaire du premier musée d'art brut qui a ouvert ses portes au Portugal en juin 2014, dans la Oliva creative factory près de Porto[réf. non conforme].
Avec son associé Daniel Klein, Christian Berst ouvre en 2014 un deuxième espace de 300 m2 à New York, dans le Lower East Side[source insuffisante]. Les deux galeries prennent le nouveau nom de « christian berst art brut (Klein & Berst)».
En 2014 et 2015, Christian Berst fait partie du collège critique du Salon d'art contemporain de Montrouge.
Il est, par ailleurs, membre du conseil d'administration du Comité professionnel des galeries d'art (CPGA) depuis 2013 et administrateur de l'Association des amis de la Bibliothèque nationale de France depuis 2014.